# 小行星1270
小行星1270（1270 Datura）是一颗围绕太阳公转的小行星。1930年12月17日，喬治·范·比斯布魯克在威廉斯湾发现了此天体。
該小行星以曼陀羅命名。
这颗小行星的绝对星等为258.798532982078等。